# Hrabovka (usedlost)
Hrabovka je bývalá usedlost v Praze 3 – Žižkově, která se nachází v ulici Trocnovská poblíž křižovatky s ulicí Husitská, západně od budovy Armádního muzea Žižkov. Je chráněna jako kulturní památka České republiky.

## Historie

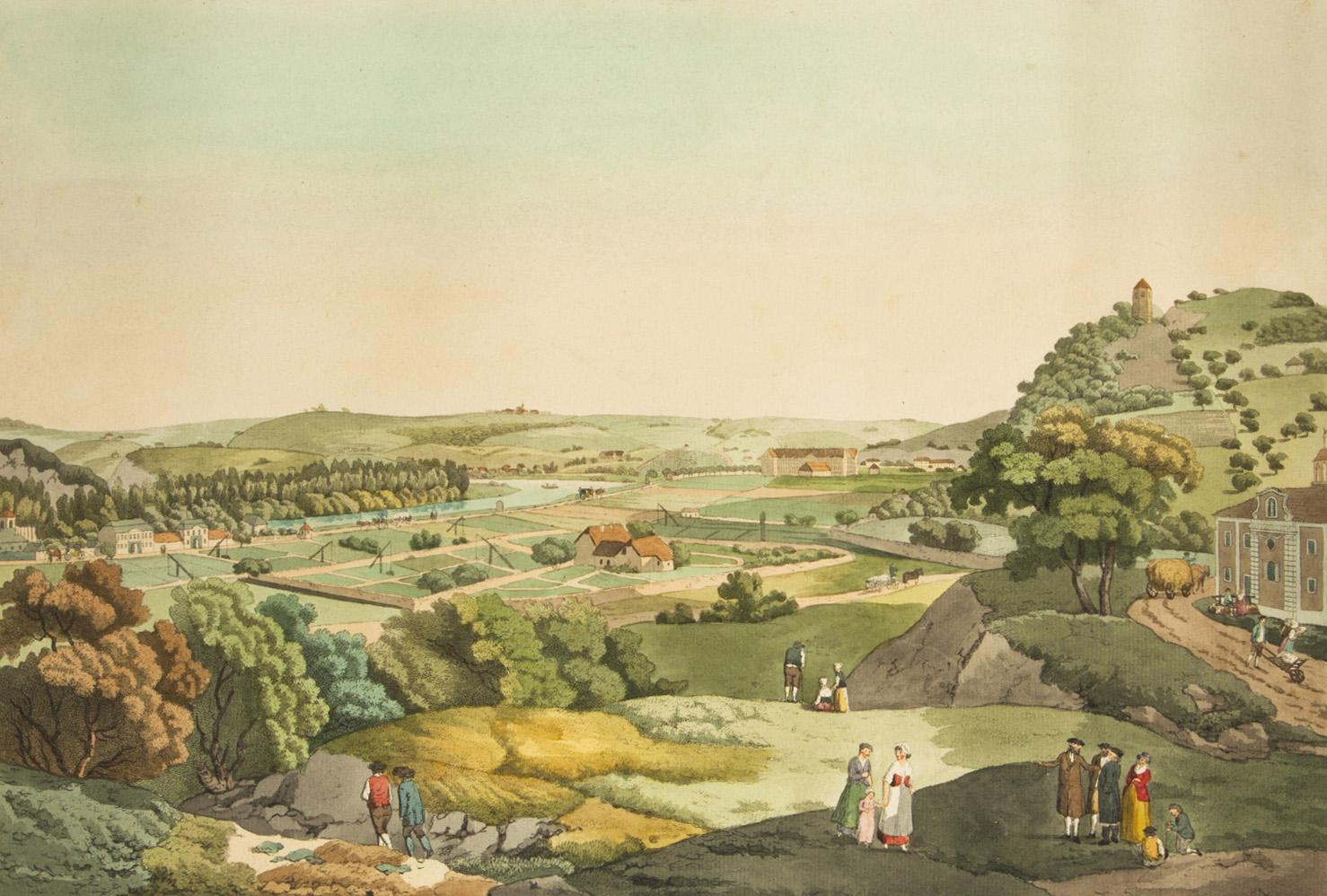
Altán Hrabovky na vrchu Vítkov na vyobrazení z počátku 19. století

Vinice se původně nazývala Červený lis a je doložena již v 16. století. Rozkládala se od západního úpatí Vítkova až k Wilsonově třídě. Usedlost zde stála od roku 1730 a je nejstarším obytným domem na území Žižkova. Původně barokní vila, kolmá na ulici Trocnovskou, měla mansardovou střechu. Patřil k ní vyhlídkový altán na západní straně Vítkova, postavený na konci 18. století. Když 31. srpna 1791 vjel Leopold II. Špitálskou branou do Prahy aby zde byl korunován českým králem, vznikla patrně nejstarší rytina, na které je tento altán zachycen.
V době, kdy usedlost s pozemky vlastnil knihkupec Martin Neureutter, byla obytná vila přestavěna do podoby, ve které se dochovala. Neureutter usedlost koupil z pozůstalosti, nechal k ní přistavět pavlač a změnil typ střechy.
Vinohrad zřejmě zanikl ještě koncem 18. století, v 1. polovině 19. století je uváděn pouze poplužní dvůr. Roku 1850 nový majitel Josef Hraba, bývalý hoteliér v Saském dvoře v Praze, upravil stavbu na zahradní restauraci s názvem Hrabova zahrada.

### Konec 19. století
Roku 1872 probíhaly stavební práce v areálu Státního nádraží Praha a jako součást Pražské spojovací dráhy byla stavěna Výhybna Hrabovka – krátká spojka z Dráhy císaře Františka Josefa k trati Společnosti státní dráhy. Usedlost byla železnicí oddělena od vrchu Vítkov a dostala se do areálu nádraží. Její pozemky získal na začátku 20. století c.k. erár, který ji nechal z velké části zbořit. Dochovala se z ní pouze část.

### Dopravna Praha-Hrabovka
Kromě spojky „Výhybna Hrabovka“ byla po usedlosti pojmenována železniční zastávka na této výhybně, k níž vedly schody od odstraněného železničního mostu „Malá Hrabovka“ v Trocnovské ulici. Zastávka sloužila zejména pro dělnické vlaky až do 40. let 20. století. Od roku 1957 do 22. prosince 1980 v  dopravně Praha-Hrabovka zastavoval a prováděl úvrať mezinárodní expres Vindobona.